# Tranh cãi về sự khám phá ra Haumea

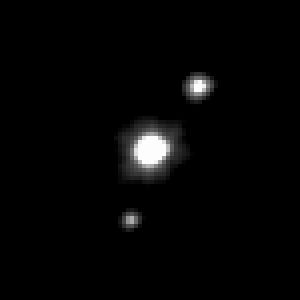
Haumea và các vệ tinh của nó

Haumea là hành tinh đầu tiên trong số các hành tinh lùn được IAU công nhận hiện nay được phát hiện kể từ Sao Diêm Vương năm 1930. Tuy nhiên, việc đặt tên và chấp nhận chính thức là một hành tinh lùn đã bị trì hoãn vài năm do tranh cãi về việc ai sẽ nhận được danh tiếng vì đã phát hiện ra nó. Một nhóm của Viện Công nghệ California (Caltech) do Michael E. Brown đứng đầu đã chú ý đến đối tượng này, nhưng một đội người Tây Ban Nha do Jose Luis Ortiz Moreno đứng đầu là những người đầu tiên công bố nó và vì vậy thông thường sẽ nhận được danh tiếng.
Tuy nhiên, Mike Brown nghi ngờ nhóm Tây Ban Nha lừa đảo, bằng cách sử dụng các quan sát của Caltech để thực hiện khám phá của họ, trong khi nhóm Ortiz cáo buộc nhóm Mỹ can thiệp chính trị với Hiệp hội Thiên văn Quốc tế (IAU). IAU chính thức công nhận tên đề xuất của đội California tại Haumea qua tên được đề xuất bởi đội Tây Ban Nha, Ataecina, vào tháng 9 năm 2008.

## Khám phá và công bố
Vào ngày 28 tháng 12 năm 2004, Mike Brown và nhóm của ông đã phát hiện ra Haumea trên những hình ảnh mà họ đã chụp bằng Kính viễn vọng SMARTS 1,3 m tại Đài thiên văn Palomar ở Hoa Kỳ vào ngày 6 tháng 5 năm 2004, trong khi tìm kiếm những gì ông hy vọng sẽ là hành tinh thứ mười. Nhóm khám phá Caltech đã sử dụng biệt danh "Santa" trong số họ, bởi vì họ đã phát hiện ra Haumea vào ngày 28 tháng 12 năm 2004, ngay sau Giáng sinh. Tuy nhiên, rõ ràng nó quá nhỏ để trở thành một hành tinh, bởi vì nó nhỏ hơn đáng kể so với Sao Diêm Vương và Brown không công bố phát hiện này. Thay vào đó, ông giữ nó trong bọc, cùng với một số vật thể ngoài sao Hải Vương (TNO) khác, chờ quan sát bổ sung để xác định rõ hơn bản chất của chúng. Khi nhóm của ông phát hiện ra các mặt trăng của Haumea, họ nhận ra rằng Haumea có nhiều đá hơn các TNO khác và các vệ tinh của nó chủ yếu là băng. Sau đó, họ phát hiện ra một hệ của TNO băng giá gần đó và kết luận rằng đây là tàn dư của lớp phủ băng giá của Haumea, đã bị phá hủy do một vụ va chạm. Vào ngày 7 tháng 7 năm 2005, khi ông đang hoàn thành bài báo mô tả khám phá, Lilah, con gái của Brown được sinh ra, điều này đã làm trì hoãn thông báo thêm. Vào ngày 20 tháng 7, nhóm Caltech đã xuất bản một bản tóm tắt trực tuyến về một báo cáo nhằm công bố phát hiện này tại một hội nghị vào tháng 9 năm sau. Haumea này đã được cấp mã K40506A.
Vào khoảng thời gian đó, Pablo Santos Sanz, một sinh viên của Jose Luis Ortiz Moreno tại Học viện Astruto de Astrofísica de Andalucía tại Đài thiên văn Sierra Nevada ở miền nam Tây Ban Nha, tuyên bố đã kiểm tra các hồ sơ tồn đọng của các bức ảnh mà nhóm Ortiz đã bắt đầu chụp vào tháng 12/2002. Ông nói rằng ông đã tìm thấy Haumea vào cuối tháng 7 năm 2005, trên các hình ảnh được chụp vào ngày 7, 9 và 10 tháng 3 năm 2003. Ông nói thêm rằng khi kiểm tra xem đây có phải là một vật thể đã biết hay không, nhóm nghiên cứu đã xem qua bản tóm tắt internet của Brown, mô tả một TNO sáng sủa rất giống với cái họ vừa tìm thấy. Lấy số tham chiếu cho đối tượng K40506A vào sáng ngày 26 tháng 7, họ đã tìm thấy nhật ký quan sát Caltech của Haumea, nhưng theo tài khoản của họ, những nhật ký đó chứa quá ít thông tin để Ortiz biết liệu chúng có phải là cùng một đối tượng hay không. Nhóm Ortiz cũng đã kiểm tra với Trung tâm hành tinh nhỏ (MPC), nơi không có hồ sơ về vật thể này. Muốn thiết lập ưu tiên, họ đã gửi email cho MPC với khám phá của họ vào đêm 27 tháng 7 năm 2005, với tiêu đề "Phát hiện TNO lớn, khẩn cấp", mà không đề cập đến nhật ký Caltech. Sáng hôm sau, họ lại truy cập vào nhật ký Caltech, bao gồm các quan sát từ nhiều đêm khác. Sau đó, họ đã hỏi Reiner Stoss tại Đài quan sát thiên văn nghiệp dư của Mallorca để quan sát thêm. Stoss tìm thấy hình ảnh khám phá của Haumea trong các slide của Đài quan sát Palomar được số hóa từ năm 1955, và đặt Haumea bằng kính viễn vọng của riêng mình vào tối ngày 28 tháng 7. Trong vòng một giờ, nhóm Ortiz đã gửi báo cáo thứ hai cho MPC bao gồm dữ liệu mới này. Một lần nữa, không có đề cập nào về việc truy cập nhật ký Caltech. Dữ liệu được MPC công bố vào ngày 29 tháng 7.
Trong một thông cáo báo chí cùng ngày, nhóm Ortiz gọi Haumea là "hành tinh thứ mười". Vào ngày 29 tháng 7 năm 2005, Haumea đã được trao nhãn chính thức đầu tiên, ký hiệu tạm thời 2003 EL61, với "2003" dựa trên ngày hình ảnh khám phá của Tây Ban Nha. Vào ngày 7 tháng 9 năm 2006, nó được đánh số và được nhận vào danh mục hành tinh nhỏ chính thức là (136108) 2003 EL61.

## Phản ứng với công bố
Cùng ngày với ấn phẩm MPC, nhóm của Brown tuyên bố phát hiện ra một vật thể khác của vành đai Kuiper, Eris, xa hơn và sáng hơn (và dường như lớn hơn) so với Sao Diêm Vương, là hành tinh thứ mười. Thông báo được đưa ra sớm hơn dự định để chứng minh khả năng xảy ra các sự kiện tương tự với phát hiện đó, khi MPC nói với họ rằng dữ liệu quan sát của họ có thể truy cập công khai và họ nhận ra rằng không chỉ dữ liệu Haumea mà vào thời điểm đó dữ liệu Eris của họ đã được truy cập công khai. Cùng ngày Ortiz tuyên bố phát hiện ra Haumea, Brown đã gửi bản thảo của mình cùng với dữ liệu về những mặt trăng đầu tiên mà ông đã phát hiện ra vào ngày 26 tháng 1 năm 2005, cho Tạp chí Vật lý thiên văn. Brown, mặc dù thất vọng vì bị hất, chúc mừng đội Ortiz vì khám phá của họ. Ông đã xin lỗi vì ngay lập tức làm lu mờ thông báo của họ về Haumea với thông báo của ông về Eris, và giải thích rằng ai đó đã truy cập dữ liệu của họ và ông sợ bị lừa lần nữa. Ortiz đã không tình nguyện nói rằng chính ông là người đã truy cập dữ liệu. Khi biết được thông tin từ máy chủ web ghi lại rằng đó là một máy tính tại Đài thiên văn Sierra Nevada đã truy cập nhật ký quan sát của ông một ngày trước khi thông báo phát hiện ra Nhật ký bao gồm đủ thông tin để cho phép nhóm Ortiz phát hiện ra Haumea trong hình ảnh năm 2003 của họ - Brown nghi ngờ gian lận. Ông gửi email cho Ortiz vào ngày 9 tháng 8 và yêu cầu một lời giải thích. Ortiz trả lời rằng sở thích "che giấu đồ vật" của Brown đã khiến các nhà thiên văn học và khoa học bị tổn hại khác (xem Thời gian biểu phát hiện các hành tinh và vệ tinh trong Hệ Mặt Trời để xác minh quy mô quan sát và công bố các khám phá điển hình). Vào ngày 15 tháng 8, nhóm Caltech đã đệ đơn khiếu nại chính thức với IAU, cáo buộc nhóm Ortiz vi phạm nghiêm trọng đạo đức khoa học khi không thừa nhận việc họ sử dụng dữ liệu Caltech và yêu cầu MPC loại bỏ tình trạng khám phá của họ. Ortiz sau đó thừa nhận ông đã truy cập vào nhật ký quan sát của Caltech nhưng phủ nhận mọi hành vi sai trái, nói rằng đây chỉ là một phần để xác minh xem họ có phát hiện ra một đối tượng mới hay không. Brown bắt đầu tự hỏi liệu đội Tây Ban Nha có thực sự xác định được Haumea hay không trước khi họ nhìn thấy nhật ký trừu tượng và kính viễn vọng của riêng mình, lưu ý rằng nhóm của Ortiz tuyên bố đã ngồi trên dữ liệu của họ trong khoảng thời gian 28 tháng cho đến khi Brown tải lên bản tóm tắt của mình, sau đó tình cờ xác định Haumea trong vòng sáu ngày trước khi truy cập vào bản tóm tắt của mình.

## Đặt tên chính thức
Giao thức IAU là tín dụng khám phá cho một hành tinh nhỏ đi đến bất cứ ai lần đầu tiên nộp báo cáo cho MPC với đủ dữ liệu vị trí để xác định quỹ đạo hợp lý và người khám phá được ghi có ưu tiên đặt tên cho nó. Đây là Ortiz và cộng sự, và họ đã đề xuất cái tên Ataecina, một nữ thần của thế giới dứoi đất. Cô tương đương với nữ thần La Mã Proserpina, người đã trở thành một trong những người yêu của Pluto. Tuy nhiên, với tư cách là một vị thần chthonic, Ataecina sẽ chỉ là một tên thích hợp cho một vật thể trong cộng hưởng quỹ đạo với Sao Hải Vương, mà Haumea thì không. Theo hướng dẫn được thiết lập bởi IAU rằng các đối tượng vành đai Kuiper cổ điển được đặt tên của các sinh vật thần thoại liên quan đến sáng tạo, vào tháng 9 năm 2006, nhóm Caltech đã gửi tên chính thức từ thần thoại Hawaii cho IAU cho cả (136108) EL61 và các mặt trăng của nó, để "tỏ lòng tôn kính đến nơi phát hiện ra các vệ tinh". Những cái tên được đề xuất bởi David Rabinowitz của nhóm Caltech. Haumea là nữ thần hộ mệnh của đảo Hawaiʻi, nơi có Đài thiên văn Mauna Kea. Ngoài ra, cô được xác định là Papa, nữ thần của trái đất và là vợ của Wākea (không gian), thích hợp vì 2003 EL61 được cho là có cấu tạo gần như hoàn toàn bằng đá rắn, không có lớp băng dày trên một lớp nhỏ lõi đá điển hình của các vật thể vành đai Kuiper khác được biết đến. Cuối cùng, Haumea là nữ thần sinh sản và sinh nở, với nhiều đứa trẻ sinh ra từ các bộ phận khác nhau trên cơ thể; điều này tương ứng với bầy xác chết băng giá được cho là đã phá vỡ hành tinh lùn trong một vụ va chạm cổ xưa. Hai mặt trăng được biết đến, cũng được cho là đã được sinh ra theo cách này, do đó được đặt theo tên của hai cô con gái của Haumea, Hiʻiaka và Nāmaka. Tranh chấp về người đã thực sự phát hiện ra vật thể đã trì hoãn việc chấp nhận bất kỳ tên nào, hoặc phân loại chính thức đối tượng là một hành tinh lùn. Vào ngày 17 tháng 9 năm 2008, IAU đã thông báo rằng hai cơ quan phụ trách đặt tên cho các hành tinh lùn, Ủy ban về Danh pháp cơ thể nhỏ (CSBN) và Nhóm làm việc về Danh pháp hệ thống hành tinh (WGPSN), đã quyết định về đề xuất Calum của Haumea. Tại CSBN, kết quả của cuộc bỏ phiếu đã rất gần, cuối cùng được quyết định bởi một phiếu bầu duy nhất. Tuy nhiên, ngày phát hiện được liệt kê trong thông báo là ngày 7 tháng 3 năm 2003, địa điểm khám phá là Đài thiên văn Sierra Nevada và tên của người phát hiện bị bỏ trống.

## Hậu quả
Brian G. Marsden, người đứng đầu MPC tại Harvard, người đã hỗ trợ Brown trong các tranh chấp đặt tên trước đó, một lần nữa ủng hộ Brown, nói rằng "Sớm hay muộn, hậu thế sẽ nhận ra điều gì đã xảy ra và Mike Brown sẽ nhận được tín dụng đầy đủ". Ông tiếp tục tuyên bố, liên quan đến tên của người phát hiện, bị bỏ trống trong danh sách IAU, rằng "Nó cố tình mơ hồ về người phát hiện ra vật thể [...] Chúng tôi không muốn gây ra sự cố quốc tế. " Ông gọi toàn bộ cuộc tranh cãi là tồi tệ nhất kể từ cuộc tranh chấp đầu thế kỷ 17 về việc ai đã tìm thấy bốn vệ tinh lớn nhất của Sao Mộc giữa Galileo Galilei và Simon Marius, cuối cùng đã giành chiến thắng trước Galileo.

Nhóm Ortiz đã phản đối, cho rằng nếu Ataecina không được chấp nhận thì IAU ít nhất có thể đã chọn một tên thứ ba ủng hộ cả hai bên và cáo buộc IAU thiên vị chính trị. Có tin đồn rằng Dagda, tên của một vị thần trong thần thoại Ailen và tên "trung lập", thực sự được đề xuất bởi một thành viên của CSBM nhưng cuối cùng không được sử dụng. Ortiz tiếp tục nói 
"Tôi không vui, tôi nghĩ rằng quyết định [IAU] là không may và tạo tiền lệ xấu." 
Tờ ABC của Tây Ban Nha tiếp tục gọi quyết định này là "cuộc chinh phạt của Mỹ", khẳng định rằng chính trị đã chơi một vai trò quan trọng vì Hoa Kỳ có số nhà thiên văn học ở IAU gấp 10 lần so với Tây Ban Nha.
Ngay sau khi công bố tên, Brown lưu ý rằng thật bất thường khi được phép đặt tên cho một đối tượng mà không được công nhận là người phát hiện chính thức của nó nhưng tuyên bố rằng ông hài lòng với kết quả và ông "nghĩ rằng điều này tốt như một giải quyết như chúng ta sẽ nhận được ". Ông đã nhận được sự công nhận đầy đủ cho việc phát hiện ra hai mặt trăng, Hiʻiaka và Namaka. Vào ngày kỷ niệm thứ năm của khám phá, ông đã viết một bài đăng trên blog với suy nghĩ của mình về tầm quan trọng của khám phá, nhưng không đề cập đến bất kỳ sự kiện nào liên quan đến cuộc tranh cãi.